# Miguel Ángel González González
Miguel Ángel González González "Migue" (Terrassa, 14 de març de 1980) és un exfutbolista professional català que jugava en la posició de defensa central o lateral esquerre.

## Trajectòria
Després de jugar en diferents equips de la Segona Divisió B, com ara el Club Esportiu Mataró, la Unió Esportiva Figueres i el Terrassa Futbol Club, fitxa pel Girona FC on aconsegueix marcar el gol de l'ascens a Segona Divisió el 15 de juny de 2008 davant de l'AD Ceuta.
Migue va arribar al club blanc-i-vermell la temporada 2007-2008 i s'ha guanyat la titularitat a l'eix de la defensa. La temporada 2013-14, es converteix en el jugador més veterà de l'equip i és escollit capità de l'equip gironí, el 2014 fitxà pel Deportivo Alavés i el 2015 per l'Huracà València.